# Chris Landreth
Chris Landreth (Hartford, Connecticut, 4 de agosto de 1961) es un animador estadounidense radicado en Canadá. Se destaca por sus cortometrajes realizados con la técnica de animación 3D. Su obra más conocida es la película de 2004, Ryan, con la que obtuvo el premio Oscar al mejor cortometraje de animación.

## Biografía
Luego de estudiar y trabajar varios años como ingeniero, Landreth se dedicó a la animación asistida por ordenador. Fue contratado para testear programas de diseño gráfico y animación 3D, como el Maya, ahora propiedad de Autodesk.
A partir de estas técnicas produjo los cortometrajes de The End y Bingo. Este último fue nominado al Oscar al Mejor Cortometraje de Animación en el año 1996. Más tarde conoció a Ryan Larkin, un animador canadiense de renombre en los años 60 y 70 que padecía de adicción a las drogas y al alcohol y vivía mendigando en las calles Montreal. Este encuentro dio lugar a la producción en 2004 de "Ryan", el cortometraje con el que ganó un Oscar.
La última película de Chris, “The Spine”, ganó el primer premio en el Festival Internacional de Animación de Melbourne. Este film ha sido producido entre otras productoras, por la prestigiosa National Film Board de Canadá.
Las películas de Landreth están basadas en historias que investigan tanto la psicología humana como la animación de personajes realistas, un punto de vista al que Chris llama "Psico-realismo".

## Premios y distinciones
Premios Óscar
| Año  | Categoría                  | Película | Resultado |
| ---- | -------------------------- | -------- | --------- |
| 1996 | Mejor cortometraje animado | The End  | Nominado  |
| 2005 | Mejor cortometraje animado | Ryan     | Ganador   |